# レザ・グダリ
ムハンマド・レザ・グダリ （Mohammadreza Goodary、1988年12月14日 - ) は、レザ・グダリ (Reza Goodary) として専門的に知られているイランの総合格闘家。空手、ムエタイ、ブラジリアン柔術、BKFC ボクシング、グラップリング、総合格闘技の 6 つの分野で戦う最初のイラン人であり、プロとして299戦を戦っている。